# Spiricoelotes
Spiricoelotes là một chi nhện trong họ Agelenidae.